# Edward Stradling (Adliger, † um 1394)
Sir Edward Stradling († um 1394) war ein englischer Adliger.
Edward Stradling entstammte der Familie Stradling. Er war der älteste Sohn seines gleichnamigen Vaters Edward Stradling und dessen Frau Ellen Strongbow. 1339 wird er als Händler in Bristol erwähnt. Nach dem Tod seines Vaters um 1363 erbte er dessen Güter in Glamorgan und Südwestengland und huldigte seinem Lehnsherrn für sein Gut Combe Hawey in Somerset. Während sein Vater zumindest zeitweise auf seinen südenglischen Gütern gelebt hatte, lebte Stradling vor allem im walisischen St Donat’s Castle. Von 1366 bis 1367 und von 1369 bis 1370 diente er als Sheriff von Glamorgan. Über sein späteres Leben ist wenig bekannt, er lebte noch Anfang 1394.
Stradling hatte Gwenllian Berkerolles, eine Schwester seines Nachbarn Sir Lawrence Berkerolles aus Glamorgan geheiratet. Sie brachte als Mitgift die beiden Güter St Athan und Merthyr Mawr in der Herrschaft Coity mit in die Ehe. Ein jüngerer Bruder von ihm heiratete Sarah Berkerolles, eine Schwester seiner Frau. Bei seinem Tod hatte Stradling allein aus seinen Gütern bei St Donat’s jährliche Einkünfte von £ 20. Sein Erbe wurde sein Sohn Sir William Stradling († vor 1407).